# Prodeporaus smithii
Prodeporaus smithii là một loài bọ cánh cứng trong họ Rhynchitidae. Loài này được Scudder miêu tả khoa học năm 1893.